# OFK Berek 1975 Prijedor
Omladinski fudbalski klub Berek 1975  (OFK Berek 1975; Berek 1975; Berek Prijedor) je nogometni klub iz Prijedora, Republika Srpska, Bosna i Hercegovina. 
 
U sezoni 2018./19. klub se natječe u Međuopćinskoj ligi Prijedor, ligi šestog stupnja nogometnog prvenstva Bosne i Hercegovine.

## O klubu
Klub je pod nazivom OFK "Berek" službeno osnovan 16. veljače 1975., a glavni pokretač i djelatnik kluba je bio Dedo Crnalić. Klub je odmah u sezoni 1975./76. započeo s ligaškim natjecanjima, te je tako do 1992., odnosno do početka rata u BiH igrao u sljedećim ligama: Općinska liga Prijedor, Područna liga Banja Luka, Međuopćinska liga Banja Luka, Regionalna liga BiH – Zapad, Republička liga BiH – Zapad, Regionalna liga Banja Luka. 

"Berek" je 1986. godine osvojio Republički kup Bosne i Hercegovine, te je u sezoni 1986./87. sudjelovao u Kupu maršala Tita. 
 1980.-ih se "Berek" često natjecao u istoj ligi sa  OFK "Prijedorom", a u sezoni 1982./83. i s "Rudar Ljubija", vodećim klubom iz Prijedora. 
 
Od osnutka je "Berek" grao na svom igralištu "Poljana", kojeg je postupno nadograđivao. 
 
1992. godine, početkom rata u BiH, klub prestaje s djelovanjem. 
Do obnove kluba pod dolazi 2008. godine, te klub počinje s natjecanjem u Međuopćinskoj ligi Prijedor. U sezoni 2009./10. "Berek" se ligaški ne natječe, ali nakon jesenskog dijela dolazi do preuzimanja dotadašnjeg SFK "Slavija" (koja je dotad koristila igralište "Poljana") i preuzima njezino mjessto u Regionalnoj ligi RS – Zapad, te od 2010. djeluje kao OFK "Berek 1975". Narednih sezona klub je član Područne lige RS – Prijedor i Međuopćinske lige Prijedor. 
 
Klupske boje su plava i bijela.

## Uspjesi

### Do 1992.
- Međuopćinska liga Banja Luka 
  - doprvak: 1980./81.
- Područna liga Banja Luka 
  - doprvak: 1976./77. (B skupina)
- Općinska liga Prijedor 
  - prvak: 1975./76.
- Republički kup Bosne i Hercegovine 
  - pobjednik: 1986.
- Kup Međuopćinskog saveza Banja Luka 
  - pobjednik: 1986.
- Kup općinskog saveza Prijedor 
  - pobjednik: 1986.

### Nakon 2008.
- Međuopćinska liga Prijedor
  - doprvak: 2008./09.

## Unutrašnje poveznice
- OFK Prijedor
- FK Rudar Prijedor
- Prijedor

## Vanjske poveznice
- OFK ,,Berek" 1975, facebook stranica
- Berek 1975, spordc.net
- Berek 1975, srbijasport.net
- Ofk Berek Prijedor 1975, weebly.com
- hem.passagen.se/hambarine, Predstavljamo vam nase sportiste: Amir Kaltak, wayback arhiva